# Miles Davis/Diskografie
Diese Diskografie ist eine Übersicht über die veröffentlichten Tonträger des US-amerikanischen Trompeters, Flügelhornisten, Bandleaders und Komponisten des Modern Jazz und des Fusion Jazz Miles Davis.
Davis begann seine professionelle Musikerkarriere in einem von Charlie Parker gegründeten Quintet. Bei den Einspielungen vom April 1945 stand Sänger Rubberlegs Williams im Zentrum (unter seinem Namen wurden die Aufnahmen auch veröffentlicht); die Band wurde von Herbie Fields und nicht von Davis geleitet.
In den nächsten beiden Jahren nahm er nicht nur mit Charlie Parker auf, sondern auch mit den Bands von Benny Carter, Charles Mingus, Billy Eckstine und Illinois Jacquet. Im August 1947 fand für Savoy Records die erste Session unter dem Namen von Davis statt – mit ihm waren Charlie Parker, John Lewis, Nelson Boyd und Max Roach im Studio, eine All-Star-Besetzung. Als das früheste Album von Miles Davis als Bandleader und nicht als Sideman kann daher First Miles angesehen werden, dessen Aufnahmen vom 4. April 1945 bis zum 14. August 1947 für Savoy Records entstanden.
Von 1949 bis 1950 ging er das nächste Mal als Leiter einer Band ins Studio; er spielte zwölf Titel mit seinem eigenen Nonett, dem Miles Davis Nonet, bestehend aus ihm (Trompete), Mike Zwerin (Posaune), Bill Barber (Tuba), Gunther Schuller (Horn), Gerry Mulligan (Baritonsaxophon), Lee Konitz (Altsaxophon), John Lewis (Klavier), Al McKibbon (Kontrabass), Max Roach (Schlagzeug) und anderen, ein. Diese Aufnahmen, von denen acht zunächst einzeln von Capitol Records veröffentlicht wurden und 1953 als EP gebündelt wurden, erschienen als Album Birth of the Cool erst 1957.
Während Davis bis dahin unter seinem Namen nur Singles veröffentlichte, erschien sein Debütalbum The New Sound (als 10-Zoll-LP) im Jahre 1951 bei Prestige Records (gefolgt von der EP Blue Period). Von 1951 an wurden seine Studioalben zunächst von diesem Musiklabel aus den für dieses Musiklabel gemachten Einzelveröffentlichungen zusammengestellt, außer Blue Moods, welches 1955 von Mingus’ Musiklabel Debut Records veröffentlicht wurde.
Nach seinem Erfolg beim Newport Jazz Festival 1955 unterschrieb er einen Plattenvertrag bei Columbia und veröffentlichte dort ’Round About Midnight am 18. März 1957. Bis 1961 veröffentlichte parallel zu Columbia Prestige weiter Aufnahmen. Die Alben von Davis wurden zunächst in keinen Musikcharts gesichtet, bis das (weit später) in den USA mit fünfmal-Platin zertifizierte Album Kind of Blue am 17. August 1959 veröffentlicht wurde, das sich zum meistverkauften Jazz-Album aller Zeiten entwickeln sollte. Die korrekte Anzahl an verkauften Platten weltweit wird aber nur geschätzt. Das nächste Album, Sketches of Spain, brachte es zu einem Gold-Status.
Mit der Veröffentlichung von Miles in the Sky brach Davis seine Hard-Bop-Orientierung ab. Er hat sich in den darauf folgenden Jahren besonders auf Jazz Fusion spezialisiert. In dieser Periode, auch als die „Electric Miles“-Era bekannt, veröffentlichte er das Studioalbum Bitches Brew, welches letztlich Platin-Status erreichte.
Im Zeitraum zwischen 1981 und 1991 veröffentlichte er Alben bei Columbia und Warner Bros. Diese enthielten Verschmelzungen zwischen klassischem Jazz und der Pop-Musik und führten Davis in Richtung musikalischer Mainstream. Er beendete seine Musiker-Karriere mit der Veröffentlichung von Doo-Bop, wo er experimentell Jazz-Musik mit der Hip-Hop-Musik fusionierte; bereits auf On the Corner lassen sich aber schon Vorläufer von Hip-Hop-Beats erkennen.
Den Schallplattenauszeichnungen zufolge hat er bisher mehr als 9,3 Millionen Tonträger verkauft, davon alleine in seiner Heimat über sieben Millionen. Seine erfolgreichste Veröffentlichung ist das Album Kind of Blue mit über 5,9 Millionen verkauften Einheiten.

## Alben

### Studioalben

#### Capitol/Prestige/Debut/Blue Note, 1949–1961
| Jahr | Titel Musiklabel                                     | Anmerkungen |
| ---- | ---------------------------------------------------- | --- |
| 1951 | Modern Jazz Trumpets Prestige                        | Erstveröffentlichung: 1951 Aufnahme: 15. Mai 1949 – 17. Januar 1951 Format: 10 Zoll-LP Split-Album mit Fats Navarro, Dizzy Gillespie & Kenny Dorham  |
| 1951 | Blue Period Prestige                                 | Erstveröffentlichung: 1951 Aufnahme: 17. Januar 1951 – 5. Oktober 1951 Format: 10 Zoll-LP                                                            |
| 1955 | Blue Moods Debut                                     | Erstveröffentlichung: 1955 Aufnahme: 9. Juli 1955 Format: LP                                                                                         |
| 1956 | Musings of Miles Prestige                            | Erstveröffentlichung: 1956 Aufnahme: 7. Juni 1955 Format: LP                                                                                         |
| 1956 | Dig Prestige                                         | Erstveröffentlichung: 1956 Aufnahme: 5. Oktober 1951 Format: LP                                                                                      |
| 1956 | Blue Haze Prestige                                   | Erstveröffentlichung: 1956 Aufnahme: 19. Mai 1953 – 3. April 1954 Format: LP                                                                         |
| 1956 | Miles: The New Miles Davis Quintet Prestige          | Erstveröffentlichung: 1956 Aufnahme: 16. November 1955 Format: LP                                                                                    |
| 1956 | Miles Davis and Horns Prestige                       | Erstveröffentlichung: 1956 Aufnahme: 17. Januar 1951 und 19. Februar 1953 Format: LP                                                                 |
| 1956 | Miles Davis and Milt Jackson Quintet/Sextet Prestige | Erstveröffentlichung: 1956 Aufnahme: 5. August 1955 Format: LP                                                                                       |
| 1956 | Collectors’ Items Prestige                           | Erstveröffentlichung: 1956 Aufnahme: 30. Januar 1953 und 16. März 1956 Format: LP                                                                    |
| 1956 | Walkin’ Prestige                                     | Erstveröffentlichung: 1956 Aufnahme: 3. April 1954 Format: LP                                                                                        |
| 1957 | Birth of the Cool Capitol                            | Erstveröffentlichung: 1957 · Aufnahme: 21. Januar 1949 – 9. März 1950 · Format: LP (bereits 1953 acht Titel als EP, zuvor als Singles); · UK: Silber |
| 1957 | Bags’ Groove Prestige                                | Erstveröffentlichung: 1957 Aufnahme: 29. Juni 1954 – 24. Dezember 1954 Format: LP                                                                    |
| 1957 | Cookin’ Prestige                                     | Erstveröffentlichung: Juli 1957 Aufnahme: 26. Oktober 1956 Format: LP                                                                                |
| 1958 | Relaxin’ Prestige                                    | Erstveröffentlichung: März 1958 Aufnahme: 11. Mai 1956 und 26. Oktober 1956 Format: LP                                                               |
| 1959 | Miles Davis and the Modern Jazz Giants Prestige      | Erstveröffentlichung: 1959 Aufnahme: 24. Dezember 1954 Format: LP                                                                                    |
| 1959 | Workin’ Prestige                                     | Erstveröffentlichung: September 1959 Aufnahme: 11. Mai 1956 und (ein Titel) 26. Oktober 1956 Format: LP                                              |
| 1961 | Steamin’ Prestige                                    | Erstveröffentlichung: Mai 1961 Aufnahme: 11. Mai 1956 und 26. Oktober 1956 Format: LP                                                                |

#### Columbia, 1955–1975
| Jahr | Titel Musiklabel                     | Höchstplatzierung, Gesamtwochen, AuszeichnungChartplatzierungen (Jahr, Titel, Musiklabel, Platzierungen, Wochen, Auszeichnungen, Anmerkungen) | Höchstplatzierung, Gesamtwochen, AuszeichnungChartplatzierungen (Jahr, Titel, Musiklabel, Platzierungen, Wochen, Auszeichnungen, Anmerkungen) | Höchstplatzierung, Gesamtwochen, AuszeichnungChartplatzierungen (Jahr, Titel, Musiklabel, Platzierungen, Wochen, Auszeichnungen, Anmerkungen) | Höchstplatzierung, Gesamtwochen, AuszeichnungChartplatzierungen (Jahr, Titel, Musiklabel, Platzierungen, Wochen, Auszeichnungen, Anmerkungen) | Höchstplatzierung, Gesamtwochen, AuszeichnungChartplatzierungen (Jahr, Titel, Musiklabel, Platzierungen, Wochen, Auszeichnungen, Anmerkungen) | Anmerkungen |
| Jahr | Titel Musiklabel                     | DE | AT | CH | UK | US | Anmerkungen |
| ---- | ------------------------------------ | --- | --- | --- | --- | --- | --- |
| 1957 | ’Round About Midnight Columbia       | — | — | — | — | — | Erstveröffentlichung: 18. März 1957 Aufnahme: 27. Oktober 1955 – 5. Juni 1956 Format: LP                                                                      |
| 1957 | Miles Ahead Columbia                 | — | — | — | — | — | Erstveröffentlichung: 1957 Aufnahme: 6. Mai 1957 – 22. August 1957 Format: LP                                                                                 |
| 1958 | Milestones Columbia                  | — | — | — | — | — | Erstveröffentlichung: 1958 Aufnahme: 2. April 1958 – 3. April 1958 Format: LP                                                                                 |
| 1958 | Porgy and Bess Columbia              | — | — | — | UK— SilberUK | — | Erstveröffentlichung: 1958 Aufnahme: 22. Juli 1958 – 18. August 1958 Format: LP                                                                               |
| 1958 | 1958 Miles Columbia                  | — | — | — | — | — | Erstveröffentlichung: 1958 Aufnahme: 26. Mai 1958 Format: LP                                                                                                  |
| 1959 | Kind of Blue Columbia                | DE100 Gold · (2 Wo.)DE | — | CH17 (2 Wo.)CH | UK63 ×2Doppelplatin · (10 Wo.)UK | US— ×5FünffachplatinUS | Erstveröffentlichung: 17. August 1959; Wiederveröffentlichung: 1987 Aufnahme: 2. März 1959 – 22. April 1959 Format: LP, Tonband Charteinstieg in CH erst 2019 |
| 1960 | Sketches of Spain Columbia           | — | — | — | UK— GoldUK | US— PlatinUS | Erstveröffentlichung: 18. Juli 1960 Aufnahme: 15. November 1959 – 20. November 1959 Format: LP, Tonband                                                       |
| 1961 | Someday My Prince Will Come Columbia | — | — | — | — | US116 (10 Wo.)US | Erstveröffentlichung: 11. Dezember 1961 Aufnahme: 7. März 1961 – 21. März 1961 Format: LP                                                                     |
| 1963 | Quiet Nights Columbia                | — | — | — | — | US93 (9 Wo.)US | Erstveröffentlichung: Dezember 1963; mit Gil Evans Aufnahme: 27. Juli 1962 – 17. April 1963 Format: LP, Tonband                                               |
| 1963 | Seven Steps to Heaven Columbia       | — | — | — | — | US62 (15 Wo.)US | Erstveröffentlichung: 1963 Aufnahme: 16. April 1963 – 14. Mai 1963 Format: LP, Tonband                                                                        |
| 1965 | E.S.P. Columbia                      | — | — | — | — | — | Erstveröffentlichung: November 1965 Aufnahme: 20. Januar 1965 – 22. Januar 1965 Format: LP                                                                    |
| 1967 | Miles Smiles Columbia                | — | — | — | — | — | Erstveröffentlichung: Januar 1967 Aufnahme: 24. Oktober 1966 – 25. Oktober 1966 Format: LP, Tonband                                                           |
| 1967 | Sorcerer Columbia                    | — | — | — | — | — | Erstveröffentlichung: 1967 Aufnahme: 21. August 1962 – 24. Mai 1967 Format: LP                                                                                |
| 1968 | Nefertiti Columbia                   | — | — | — | — | — | Erstveröffentlichung: 1968 Aufnahme: 7. Juni 1967 – 19. Juli 1967 Format: LP                                                                                  |
| 1968 | Miles in the Sky Columbia            | — | — | — | — | — | Erstveröffentlichung: 1968 Aufnahme: 16. Januar 1968 – 17. Mai 1968 Format: LP                                                                                |
| 1969 | Filles de Kilimanjaro Columbia       | — | — | — | — | — | Erstveröffentlichung: 29. Januar 1969 Aufnahme: 19. Juni 1968 – 24. September 1968 Format: LP, Tonband                                                        |
| 1969 | In a Silent Way Columbia             | — | — | — | UK— SilberUK | US134 (6 Wo.)US | Erstveröffentlichung: 30. Juli 1969 Aufnahme: 18. Februar 1969 Format: LP                                                                                     |
| 1970 | Bitches Brew Columbia                | — | — | — | UK71 Gold · (1 Wo.)UK | US35 Platin · (29 Wo.)US | Erstveröffentlichung: April 1970 Aufnahme: 19. August 1969 – 28. Januar 1970 Format: Doppel-LP, Tonband                                                       |
| 1971 | A Tribute to Jack Johnson Columbia   | — | — | — | — | US159 (8 Wo.)US | Erstveröffentlichung: 24. Februar 1971 Aufnahme: 18. Februar – 7. April 1970 Format: LP, CD, CS                                                               |
| 1971 | Live-Evil Columbia                   | — | — | — | — | US125 (13 Wo.)US | Erstveröffentlichung: 17. November 1971 Aufnahme: 6. Februar 1970 – 19. Dezember 1970 Format: LP, CD                                                          |
| 1972 | On the Corner Columbia               | — | — | — | — | US156 (11 Wo.)US | Erstveröffentlichung: 11. Oktober 1972 Aufnahme: 1. Juni 1972 – 6. Juni 1972 Format: LP, CD                                                                   |
| 1974 | Big Fun Columbia                     | — | — | — | — | US179 (5 Wo.)US | Erstveröffentlichung: 19. April 1974 Aufnahme: 19. November 1969 – 12. Juni 1972 Format: Doppel-LP, CD                                                        |
| 1974 | Get Up with It Columbia              | — | — | — | — | US141 (8 Wo.)US | Erstveröffentlichung: 22. November 1974 Aufnahme: 19. Mai 1970 – 7. Oktober 1974 Format: Doppel-LP                                                            |
| 1976 | Water Babies Columbia                | — | — | — | — | US190 (2 Wo.)US | Erstveröffentlichung: 2. November 1976 Aufnahme: Juni 1967 – November 1968 Format: LP                                                                         |

grau schraffiert: keine Chartdaten aus diesem Jahr verfügbar

#### Columbia/Warner Bros., 1981–1991
| Jahr | Titel Musiklabel               | Höchstplatzierung, Gesamtwochen, AuszeichnungChartplatzierungen (Jahr, Titel, Musiklabel, Platzierungen, Wochen, Auszeichnungen, Anmerkungen) | Höchstplatzierung, Gesamtwochen, AuszeichnungChartplatzierungen (Jahr, Titel, Musiklabel, Platzierungen, Wochen, Auszeichnungen, Anmerkungen) | Höchstplatzierung, Gesamtwochen, AuszeichnungChartplatzierungen (Jahr, Titel, Musiklabel, Platzierungen, Wochen, Auszeichnungen, Anmerkungen) | Höchstplatzierung, Gesamtwochen, AuszeichnungChartplatzierungen (Jahr, Titel, Musiklabel, Platzierungen, Wochen, Auszeichnungen, Anmerkungen) | Höchstplatzierung, Gesamtwochen, AuszeichnungChartplatzierungen (Jahr, Titel, Musiklabel, Platzierungen, Wochen, Auszeichnungen, Anmerkungen) | Anmerkungen                                                                                      |
| Jahr | Titel Musiklabel               | DE | AT | CH | UK | US | Anmerkungen                                                                                      |
| ---- | ------------------------------ | --- | --- | --- | --- | --- | ------------------------------------------------------------------------------------------------ |
| 1981 | The Man with the Horn Columbia | — | — | — | — | US53 (18 Wo.)US | Erstveröffentlichung: Juli 1981 1. Juni 1980 – 6. Mai 1981 Format: LP, MC, Tonband, CD (Jp 1982) |
| 1983 | Star People Columbia           | — | — | — | — | US136 (7 Wo.)US | Erstveröffentlichung: 1983 1. September 1982 – 5. Januar 1983 Format: LP, MC, CD (Jp, EU 1984)   |
| 1984 | Decoy Columbia                 | — | — | — | — | US169 (11 Wo.)US | Erstveröffentlichung: Juni 1984 30. Juni 1983 – 11. September 1983 Format: LP, MC, CD            |
| 1985 | You’re Under Arrest Columbia   | — | AT15 (10 Wo.)AT | CH19 (6 Wo.)CH | UK88 (1 Wo.)UK | US111 (12 Wo.)US | Erstveröffentlichung: 9. September 1985 26. Januar 1984 – Januar 1985 Format: LP, CD             |
| 1986 | Tutu Warner Bros.              | — | — | CH27 (2 Wo.)CH | UK74 (2 Wo.)UK | US141 (10 Wo.)US | Erstveröffentlichung: Dezember 1986 6. Januar 1986 – 25. März 1986 Format: LP, CD, CS            |
| 1989 | Amandla Warner Bros.           | — | — | CH24 (4 Wo.)CH | UK49 (2 Wo.)UK | US177 (5 Wo.)US | Erstveröffentlichung: 18. Mai 1989 Dezember 1988 – 1989 Format: LP, CD, CS                       |
| 1989 | Aura Columbia                  | — | — | — | — | — | Erstveröffentlichung: 18. Mai 1989 31. Januar 1985 – 4. Februar 1985 Format: LP, CD, CS          |
| 1992 | Doo-Bop Warner Bros.           | DE82 Gold · (7 Wo.)DE | AT32 (6 Wo.)AT | CH7 (8 Wo.)CH | — | US190 (4 Wo.)US | Erstveröffentlichung: 30. Juni 1992 19. Januar 1991 – Februar 1991 Format: LP, CD, CS            |

grau schraffiert: keine Chartdaten aus diesem Jahr verfügbar

### Livealben
| Jahr | Titel Musiklabel                                                                             | Höchstplatzierung, Gesamtwochen, AuszeichnungChartplatzierungen (Jahr, Titel, Musiklabel, Platzierungen, Wochen, Auszeichnungen, Anmerkungen) | Höchstplatzierung, Gesamtwochen, AuszeichnungChartplatzierungen (Jahr, Titel, Musiklabel, Platzierungen, Wochen, Auszeichnungen, Anmerkungen) | Höchstplatzierung, Gesamtwochen, AuszeichnungChartplatzierungen (Jahr, Titel, Musiklabel, Platzierungen, Wochen, Auszeichnungen, Anmerkungen) | Höchstplatzierung, Gesamtwochen, AuszeichnungChartplatzierungen (Jahr, Titel, Musiklabel, Platzierungen, Wochen, Auszeichnungen, Anmerkungen) | Höchstplatzierung, Gesamtwochen, AuszeichnungChartplatzierungen (Jahr, Titel, Musiklabel, Platzierungen, Wochen, Auszeichnungen, Anmerkungen) | Anmerkungen |
| Jahr | Titel Musiklabel                                                                             | DE | AT | CH | UK | US | Anmerkungen |
| ---- | -------------------------------------------------------------------------------------------- | --- | --- | --- | --- | --- | --- |
| 1957 | The Complete Amsterdam Concert Celluloid Records                                             | — | — | — | — | — | Erstveröffentlichung: 8. Dezember 1957 Format: CD, LP                                                          |
| 1958 | At Newport 1958 Columbia                                                                     | — | — | — | — | — | Erstveröffentlichung: 1958 Format: CD, LP                                                                      |
| 1960 | Copenhagen 1960 Royal Jazz                                                                   | — | — | — | — | — | Erstveröffentlichung: 24. März 1960 Format: CD, LP                                                             |
| 1960 | Live in Zurich 1960 Jazz Unlimited                                                           | — | — | — | — | — | Erstveröffentlichung: 8. April 1960 Format: CD, LP                                                             |
| 1960 | Free Trade Hall, Vol. 1 Magnetic                                                             | — | — | — | — | — | Erstveröffentlichung: 27. September 1960 Format: CD, LP                                                        |
| 1960 | Free Trade Hall, Vol. 2 Magnetic                                                             | — | — | — | — | — | Erstveröffentlichung: 27. September 1960 Format: CD, LP                                                        |
| 1961 | In Person Friday Night at the Blackhawk, Vol. 1 Sony                                         | — | — | — | — | US68 (19 Wo.)US | Erstveröffentlichung: 21. April 1961 Format: CD, LP                                                            |
| 1961 | In Person Saturday Night at the Blackhawk, Vol. 2 Sony                                       | — | — | — | — | — | Erstveröffentlichung: 22. April 1961 Format: CD, LP                                                            |
| 1961 | At Carnegie Hall TriStar                                                                     | — | — | — | — | US59 (7 Wo.)US | Erstveröffentlichung: 19. Mai 1961 Format: CD, LP                                                              |
| 1961 | Live Miles: More Music from the Legendary Carnegie Hall Concert CBS                          | — | — | — | — | — | Erstveröffentlichung: 1987 Format: CD, LP                                                                      |
| 1963 | Live in St. Louis and Paris 1963 The Golden Age of Jazz                                      | — | — | — | — | — | Erstveröffentlichung: 1992 Format: LP                                                                          |
| 1964 | In Europe Sony                                                                               | — | — | — | — | US116 (10 Wo.)US | Erstveröffentlichung: 1964 Format: CD, LP                                                                      |
| 1964 | Miles in Tokyo CBS/Sony                                                                      | — | — | — | — | — | Erstveröffentlichung: 25. September 1964 Format: CD, LP                                                        |
| 1965 | Miles in Berlin CBS                                                                          | — | — | — | — | — | Erstveröffentlichung: 1. Februar 1965 Format: LP                                                               |
| 1965 | My Funny Valentine Columbia                                                                  | — | — | — | — | US138 (9 Wo.)US | Erstveröffentlichung: Mai 1965 Format: LP                                                                      |
| 1965 | Live at the Plugged Nickel CBS                                                               | — | — | — | — | — | Erstveröffentlichung: 1965 Format: LP                                                                          |
| 1966 | Four & More Columbia                                                                         | — | — | — | — | — | Erstveröffentlichung: 17. Januar 1966 Format: LP                                                               |
| 1966 | Gingerbread Boy, At Portland State College Stone Records                                     | — | — | — | — | — | Erstveröffentlichung: 21. Mai 1966 Format: LP                                                                  |
| 1967 | Live in Europe 1967: The Bootleg Series Vol. 1 Columbia Records                              | — | — | — | — | US171 (1 Wo.)US | Erstveröffentlichung: 2011 Format: CD/DVD-Box; Miles Davis Quintet                                             |
| 1969 | Live in Berlin 1969 Gambit Spain                                                             | — | — | — | — | — | Erstveröffentlichung: 2010 Format: CD/DVD-Box                                                                  |
| 1970 | Miles Davis at Fillmore: Live at the Fillmore East Columbia/Legacy Records                   | — | — | — | — | US123 (12 Wo.)US | Erstveröffentlichung: Dezember 1970 Format: CD, LP                                                             |
| 1971 | Berlin and Beyond Lunch for Your Ears                                                        | — | — | — | — | — | Erstveröffentlichung: 6. November 1971 Format: LP                                                              |
| 1973 | In Concert: Live at Philharmonic Hall Columbia/Legacy                                        | — | — | — | — | US152 (8 Wo.)US | Erstveröffentlichung: 1973 Format: CD, LP                                                                      |
| 1973 | Jazz at the Plaza, Vol. 1 Columbia                                                           | — | — | — | — | — | Erstveröffentlichung: 28. September 1973 Format: CD, LP                                                        |
| 1974 | Pre-Birth of the Cool Durium                                                                 | — | — | — | — | US—US | Erstveröffentlichung: 1974 Format: CD, LP                                                                      |
| 1975 | Pangaea Columbia                                                                             | — | — | — | — | — | Erstveröffentlichung: 1. Februar 1975 Format: CD, CS, LP                                                       |
| 1975 | Agharta Columbia                                                                             | — | — | — | — | US168 (5 Wo.)US | Erstveröffentlichung: 1. Februar 1975 Format: Doppel-LP, MC (gekürzt), Doppel-CD, CS                           |
| 1975 | New York Bottom Line 1975 Jazz Masters                                                       | — | — | — | — | — | Erstveröffentlichung: 11. Juni 1975 Format: CD, LP                                                             |
| 1977 | Dark Magus Columbia/Legacy                                                                   | — | — | — | — | — | Erstveröffentlichung: 1977 Format: Doppel-LP, MC (gekürzt), Doppel-CD                                          |
| 1977 | Black Beauty: Live at the Fillmore West Columbia/Legacy                                      | — | — | — | — | — | Erstveröffentlichung: 1977 Format: CD                                                                          |
| 1977 | In Paris Festival International de Jazz, May 1949 Columbia                                   | — | — | — | — | — | Erstveröffentlichung: 1977 Format: CD, LP auch als: Miles Davis with Tadd Dameron Revisited (Ezz-thetics 2023) |
| 1982 | We Want Miles CBS                                                                            | — | — | — | — | US159 (7 Wo.)US | Erstveröffentlichung: 1982 Format: Doppel-LP, MC, Tonband, Doppel-CD (Jp 1990)                                 |
| 1987 | Greek Theatre ’88 Jazz Masters                                                               | — | — | — | — | — | Erstveröffentlichung: 27. Oktober 1987 Format: CD                                                              |
| 1991 | Miles & Quincy Live at Montreux Warner Bros.                                                 | DE— GoldDE | — | — | — | — | Erstveröffentlichung: 8. Juli 1991; mit Quincy Jones Format: CD, CS                                            |
| 1993 | Miles! Miles! Miles! Sony                                                                    | — | — | — | — | — | Erstveröffentlichung: 1993 Format: LP, CD                                                                      |
| 1993 | Live in Zurich Gambit                                                                        | — | — | — | — | — | Erstveröffentlichung: 1993 Format: CD                                                                          |
| 1993 | 1969 Miles Festival de Juan Pins Sony                                                        | — | — | — | — | — | Erstveröffentlichung: 29. August 1993 Format: CD                                                               |
| 1994 | Live at Newport 1958 and 1963 TriStar Music                                                  | — | — | — | — | — | Erstveröffentlichung: 19. Juli 1994 Format: CD                                                                 |
| 1995 | The Complete Live at the Plugged Nickel 1965 Legacy                                          | — | — | — | — | — | Erstveröffentlichung: 8. Juli 1995 Format: CD                                                                  |
| 1996 | Live Around the World Warner Bros.                                                           | DE— GoldDE | — | — | — | — | Erstveröffentlichung: 14. Mai 1996 Format: LP, CD, CS                                                          |
| 1998 | Miles Davis at Carnegie Hall: Complete Columbia/Legacy                                       | — | — | — | — | — | Erstveröffentlichung: 1998 Format: CD                                                                          |
| 2000 | Chasin’ the Bird Arpeggio Blues                                                              | — | — | — | — | — | Erstveröffentlichung: 15. August 2000 Format: CD                                                               |
| 2000 | Complete Birdland Recordings Definitive                                                      | — | — | — | — | — | Erstveröffentlichung: 17. Oktober 2000 Format: CD                                                              |
| 2001 | Live at the Fillmore East, March 7, 1970: It’s About That Time Sony                          | — | — | — | — | — | Erstveröffentlichung: 17. Juli 2001 Format: CD                                                                 |
| 2002 | The Complete Miles Davis at Montreux Columbia                                                | — | — | — | — | — | Erstveröffentlichung: 1. Oktober 2002 Format: CD                                                               |
| 2003 | In Person: Friday and Saturday Nights at the Blackhawk, Complete Sony                        | — | — | — | — | — | Erstveröffentlichung: 3. Juni 2003 Format: CD                                                                  |
| 2004 | Birdland 1951 Blue Note Records                                                              | — | — | — | — | — | Erstveröffentlichung: 27. Januar 2004 Format: CD                                                               |
| 2005 | Munich Concert IMC                                                                           | — | — | — | — | — | Erstveröffentlichung: 29. November 2005 Format: CD                                                             |
| 2005 | The Cellar Door Sessions Columbia/Legacy                                                     | — | — | — | — | — | Erstveröffentlichung: 27. Dezember 2005 Format: CD                                                             |
| 2005 | Amsterdam Concert Lone Hill Jazz                                                             | — | — | — | — | — | Erstveröffentlichung: 26. April 2005 Format: CD                                                                |
| 2006 | Winter in Europe 1967 Gambit                                                                 | — | — | — | — | — | Erstveröffentlichung: 23. Oktober 2006 Format: CD                                                              |
| 2007 | Live at the 1963 Monterey Jazz Festival                                                      | — | — | — | — | — | Erstveröffentlichung: 31. Juli 2007 Format: CD                                                                 |
| 2007 | Isle of Wight Concert Vinyl Passion                                                          | — | — | — | — | — | Erstveröffentlichung: 7. Dezember 2007 Format: LP                                                              |
| 2008 | Miles from India Times Square Records                                                        | — | — | — | — | — | Erstveröffentlichung: 15. April 2008 Format: 2CD                                                               |
| 2008 | Live in Poland 1983 Gambit                                                                   | — | — | — | — | — | Erstveröffentlichung: 20. Oktober 2008 Format: CD                                                              |
| 2011 | Bitches Brew Live Sony/Legacy                                                                | — | — | — | — | — | Erstveröffentlichung: 8. Februar 2011 Format: CD                                                               |
| 2014 | Live at the Oriental Theatre 1966                                                            | — | — | — | — | — | Erstveröffentlichung: 14. Juni 2014 Format: CD                                                                 |
| 2021 | Merci Miles! Live at Vienne Sony/Legacy                                                      | DE72 (1 Wo.)DE | — | CH25 (1 Wo.)CH | — | — | Erstveröffentlichung: 25. Juni 2021                                                                            |
| 2023 | In Concert at the Olympia, Paris 1957 Fresh Sound Records                                    | — | — | — | — | — | Erstveröffentlichung: 2023 Format: CD                                                                          |
| 2024 | Complete Café Bohemia Bandstand U.S.A. 1956–58 Radio Broadcasts Volume 1 GRooVE Back Records | — | — | — | — | — | Erstveröffentlichung: 2024 Format: LP                                                                          |

grau schraffiert: keine Chartdaten aus diesem Jahr verfügbar

### Kompilationen
| Jahr | Titel Musiklabel                                                               | Höchstplatzierung, Gesamtwochen, AuszeichnungChartplatzierungen (Jahr, Titel, Musiklabel, Platzierungen, Wochen, Auszeichnungen, Anmerkungen) | Höchstplatzierung, Gesamtwochen, AuszeichnungChartplatzierungen (Jahr, Titel, Musiklabel, Platzierungen, Wochen, Auszeichnungen, Anmerkungen) | Höchstplatzierung, Gesamtwochen, AuszeichnungChartplatzierungen (Jahr, Titel, Musiklabel, Platzierungen, Wochen, Auszeichnungen, Anmerkungen) | Höchstplatzierung, Gesamtwochen, AuszeichnungChartplatzierungen (Jahr, Titel, Musiklabel, Platzierungen, Wochen, Auszeichnungen, Anmerkungen) | Höchstplatzierung, Gesamtwochen, AuszeichnungChartplatzierungen (Jahr, Titel, Musiklabel, Platzierungen, Wochen, Auszeichnungen, Anmerkungen) | Anmerkungen                                                                           |
| Jahr | Titel Musiklabel                                                               | DE | AT | CH | UK | US | Anmerkungen                                                                           |
| ---- | ------------------------------------------------------------------------------ | --- | --- | --- | --- | --- | ------------------------------------------------------------------------------------- |
| 1951 | Conception OJC                                                                 | — | — | — | — | — | Erstveröffentlichung: 5. Oktober 1951 Format: LP                                      |
| 1953 | Miles Davis Volume 2 Blue Note                                                 | — | — | — | — | — | Erstveröffentlichung: 20. April 1953 Format: LP                                       |
| 1955 | Miles Davis Volume 1 Blue Note                                                 | — | — | — | — | — | Erstveröffentlichung: 1955 Format: LP                                                 |
| 1958 | Jazz Track Jazzbeat                                                            | — | — | — | — | — | Erstveröffentlichung: 26. Mai 1958 Format: LP                                         |
| 1958 | Four Play Jazz Music Yesterday                                                 | — | — | — | — | — | Erstveröffentlichung: 30. Juni 1958 Format: LP, CD                                    |
| 1961 | Miles Davis in Person, Vol. 1 Columbia                                         | — | — | — | — | — | Erstveröffentlichung: 21. April 1961 Format: LP                                       |
| 1966 | Miles Davis for Lovers Prestige                                                | — | — | — | — | — | Erstveröffentlichung: 1966 Format: LP                                                 |
| 1969 | Miles Davis’ Greatest Hits Columbia/Legacy                                     | — | — | — | — | — | Erstveröffentlichung: 1969 Format: LP                                                 |
| 1973 | Basic Miles: The Classic Performances of Miles Davis Columbia                  | — | — | — | — | US189 (3 Wo.)US | Erstveröffentlichung: 1973 Format: LP                                                 |
| 1979 | Circle in the Round Columbia/Legacy                                            | — | — | — | — | — | Erstveröffentlichung: 1979 Format: LP                                                 |
| 1981 | Directions Columbia/Legacy                                                     | — | — | — | — | US179 (2 Wo.)US | Erstveröffentlichung: 1981 Format: LP                                                 |
| 1981 | The Miles Davis Collection, Vol. 1: 12 Sides of Miles Columbia                 | — | — | — | — | — | Erstveröffentlichung: 1981 Format: LP                                                 |
| 1988 | Bopping the Blues Black Lion                                                   | — | — | — | — | — | Erstveröffentlichung: März 1988 Format: LP, CD                                        |
| 1990 | First Miles Savoy Jazz                                                         | — | — | — | — | — | Erstveröffentlichung: 12. Juli 1990 Format: LP, CD                                    |
| 1992 | The Best of Miles Davis: The Capitol/Blue Note Years Blue Note                 | — | — | — | — | — | Erstveröffentlichung: 25. Februar 1992 Format: LP, CD                                 |
| 1992 | Tune Up Natasha Records                                                        | — | — | — | — | — | Erstveröffentlichung: 8. Juni 1992 Format: LP, CD                                     |
| 1992 | Plays Classic Ballads Sony                                                     | — | — | — | — | — | Erstveröffentlichung: 7. Juli 1992 Format: LP, CD                                     |
| 1995 | The Ballad Artistry Of Miles Davis EMI                                         | — | — | — | — | — | Erstveröffentlichung: 1. November 1995 Format: LP, CD                                 |
| 1995 | Highlights from the Plugged Nickel Sony                                        | — | — | — | — | — | Erstveröffentlichung: 21. November 1995 Format: LP, CD                                |
| 1996 | Ballads and Blues Blue Note                                                    | — | — | — | UK64 (2 Wo.)UK | — | Erstveröffentlichung: 19. März 1996 Format: LP, CD                                    |
| 1996 | This Is Jazz, Vol. 8: Miles Davis Acoustic Sony                                | — | — | — | — | — | Erstveröffentlichung: 30. April 1996 Format: LP, CD                                   |
| 1996 | So What! Absord Records                                                        | — | — | — | — | — | Erstveröffentlichung: 19. Mai 1996 Format: LP, CD                                     |
| 1996 | The Very Best Of – The Warner Bros. Sessions 1985–1991                         | — | — | — | — | — | Erstveröffentlichung: 1996 Format: LP, CD                                             |
| 1996 | Bluing: Miles Davis Plays the Blues Prestige                                   | — | — | — | — | — | Erstveröffentlichung: 3. Dezember 1996 Format: LP, CD                                 |
| 1997 | The Best of Miles Davis & Gil Evans Sony                                       | — | — | — | — | — | Erstveröffentlichung: 25. März 1997 Format: LP, CD                                    |
| 1997 | This Is Jazz, Vol. 22: Miles Davis Plays Ballads Sony                          | — | — | — | — | — | Erstveröffentlichung: 5. Mai 1997 Format: LP, CD                                      |
| 1997 | Miles Davis & Freddie Hubbard Master Ton                                       | — | — | — | — | — | Erstveröffentlichung: 28. Juli 1997 Format: LP, CD                                    |
| 1998 | Panthalassa: The Music of Miles Davis 1969–1974 Sony                           | — | — | — | — | — | Erstveröffentlichung: 16. Februar 1998 Format: LP, CD                                 |
| 1998 | Mellow Miles Sony                                                              | — | — | — | — | — | Erstveröffentlichung: 27. Februar 1998 Format: LP, CD                                 |
| 1998 | This Is Jazz, Vol. 38: Electric Sony                                           | — | — | — | — | — | Erstveröffentlichung: 28. April 1998 Format: LP, CD                                   |
| 1998 | Selection of Miles Davis Golden Sounds                                         | — | — | — | — | — | Erstveröffentlichung: 19. Mai 1998 Format: LP, CD                                     |
| 1998 | Jazz Showcase Golden Sounds                                                    | — | — | — | — | — | Erstveröffentlichung: 9. Juni 1998 Format: LP, CD                                     |
| 1999 | Love Songs Sony                                                                | — | — | — | — | — | Erstveröffentlichung: 2. Februar 1999 Format: LP, CD                                  |
| 1999 | Out of the Blue Hallmark Records                                               | — | — | — | — | — | Erstveröffentlichung: 27. April 1999 Format: LP, CD                                   |
| 1999 | Panthalassa: The Remixes Sony                                                  | — | — | — | — | — | Erstveröffentlichung: 25. Mai 1999 Format: LP, CD                                     |
| 2000 | Miles to Go Prism Platinum                                                     | — | — | — | — | — | Erstveröffentlichung: 4. April 2000 Format: LP, CD                                    |
| 2000 | Ken Burns Jazz Columbia/Legacy                                                 | — | — | — | — | — | Erstveröffentlichung: 7. November 2000 Format: LP, CD                                 |
| 2001 | Ballads Columbia                                                               | — | — | — | — | — | Erstveröffentlichung: 27. März 2001 Format: LP, CD                                    |
| 2001 | Super Hits Legacy                                                              | — | — | — | — | — | Erstveröffentlichung: 17. April 2001 Format: LP, CD                                   |
| 2001 | The Essential Miles Davis Sony                                                 | — | — | — | — | — | Erstveröffentlichung: 15. Mai 2001 Format: LP, CD                                     |
| 2002 | Boplicity Recall Records                                                       | — | — | — | — | — | Erstveröffentlichung: 1. Januar 2002 Format: LP, CD                                   |
| 2002 | Blue Moods: Music for You Columbia/Legacy                                      | — | — | — | — | — | Erstveröffentlichung: 7. Mai 2002 Format: LP, CD                                      |
| 2002 | Bird of Paradise ZYX                                                           | — | — | — | — | — | Erstveröffentlichung: 9. Juli 2002 Format: LP, CD                                     |
| 2002 | Autumn Leaves Newsound 2000                                                    | — | — | — | — | — | Erstveröffentlichung: 27. Oktober 2002 Format: LP, CD                                 |
| 2004 | Quintessence: 1945–1951 Frémeaux & Associés                                    | — | — | — | — | — | Erstveröffentlichung: 13. Mai 2004 Format: LP, CD                                     |
| 2004 | Jazz Moods: Cool Columbia/Legacy                                               | — | — | — | — | — | Erstveröffentlichung: 15. Juni 2004 Format: LP, CD                                    |
| 2004 | The Best of Miles Davis Prestige                                               | — | — | — | — | — | Erstveröffentlichung: 31. August 2004 Format: LP, CD                                  |
| 2005 | In a Soulful Mood Music Club Records                                           | — | — | — | — | — | Erstveröffentlichung: 10. Oktober 2005 Format: LP, CD                                 |
| 2005 | Prestige Profiles, Vol. 1 Prestige                                             | — | — | — | — | — | Erstveröffentlichung: 25. Oktober 2005 Format: LP, CD                                 |
| 2006 | Cool & Collected Columbia/Legacy                                               | — | — | CH77 (2 Wo.)CH | UK69 (1 Wo.)UK | — | Erstveröffentlichung: 5. September 2006 Format: LP, CD                                |
| 2007 | The Peacocks Jazz Cats Records                                                 | — | — | — | — | — | Erstveröffentlichung: 7. Mai 2007 Format: LP, CD                                      |
| 2007 | Evolution of the Groove Sony                                                   | — | — | — | — | — | Erstveröffentlichung: 21. August 2007 Format: LP, CD                                  |
| 2007 | Forever Miles Davis Madacy Special Markets                                     | — | — | — | — | — | Erstveröffentlichung: 18. September 2007 Format: LP, CD                               |
| 2007 | Cool: The Best of Miles Davis MCR                                              | — | — | — | — | — | Erstveröffentlichung: 26. November 2007 Format: LP, CD                                |
| 2008 | Mile’s Groove Deluxe                                                           | — | — | — | — | — | Erstveröffentlichung: 14. Januar 2008 Format: LP, CD                                  |
| 2008 | Beautiful Ballads & Love Songs Legacy                                          | — | — | — | — | — | Erstveröffentlichung: 15. Januar 2008 Format: LP, CD                                  |
| 2008 | Playlist                                                                       | — | — | — | — | — | Erstveröffentlichung: 29. April 2008 Format: LP, CD                                   |
| 2008 | Muted Miles Prestige                                                           | — | — | — | — | — | Erstveröffentlichung: 10. Juni 2008 Format: LP, CD                                    |
| 2009 | Mile’s Groove Sony                                                             | — | — | — | — | — | Erstveröffentlichung: 29. September 2009 Format: LP, CD                               |
| 2010 | Perfect Way: The Miles Davis Anthology: The Warner Bros. Years Warner Bros.    | — | — | — | — | — | Erstveröffentlichung: 18. Oktober 2010 Format: LP, CD                                 |
| 2011 | Jazz Legend AAO Music                                                          | — | — | — | — | — | Erstveröffentlichung: 2011 Format: LP, CD                                             |
| 2016 | Everything’s Beautiful Columbia/Legacy                                         | DE94 (1 Wo.)DE | — | CH50 (1 Wo.)CH | — | US152 (1 Wo.)US | Erstveröffentlichung: 27. Mai 2016 Format: CD; mit Robert Glasper                     |
| 2019 | Rubberband Columbia/Legacy                                                     | DE31 (1 Wo.)DE | AT44 (1 Wo.)AT | CH16 (2 Wo.)CH | UK87 (1 Wo.)UK | — | Erstveröffentlichung: 6. September 2019 Format: CD                                    |
| 2021 | Champions (Rare Miles from the Complete Jack Johnson Sessions) Columbia/Legacy | — | — | — | — | US161 (1 Wo.)US | Erstveröffentlichung: 17. Juli 2021 Format: LP erschien im Zuge des Record Store Days |
| 2022 | That’s What Happened 1982–1985 (The Bootleg Series Vol. 7) Columbia            | DE41 (1 Wo.)DE | AT44 (1 Wo.)AT | CH25 (2 Wo.)CH | — | — | Erstveröffentlichung: 16. September 2022 Format: CD-Box                               |

grau schraffiert: keine Chartdaten aus diesem Jahr verfügbar

### Soundtracks
| Jahr | Titel Musiklabel                   | Höchstplatzierung, Gesamtwochen, AuszeichnungChartplatzierungen (Jahr, Titel, Musiklabel, Platzierungen, Wochen, Auszeichnungen, Anmerkungen) | Höchstplatzierung, Gesamtwochen, AuszeichnungChartplatzierungen (Jahr, Titel, Musiklabel, Platzierungen, Wochen, Auszeichnungen, Anmerkungen) | Höchstplatzierung, Gesamtwochen, AuszeichnungChartplatzierungen (Jahr, Titel, Musiklabel, Platzierungen, Wochen, Auszeichnungen, Anmerkungen) | Höchstplatzierung, Gesamtwochen, AuszeichnungChartplatzierungen (Jahr, Titel, Musiklabel, Platzierungen, Wochen, Auszeichnungen, Anmerkungen) | Höchstplatzierung, Gesamtwochen, AuszeichnungChartplatzierungen (Jahr, Titel, Musiklabel, Platzierungen, Wochen, Auszeichnungen, Anmerkungen) | Anmerkungen                                           |
| Jahr | Titel Musiklabel                   | DE | AT | CH | UK | US | Anmerkungen                                           |
| ---- | ---------------------------------- | --- | --- | --- | --- | --- | ----------------------------------------------------- |
| 1958 | Ascenseur pour l’échafaud Fontana  | — | — | — | — | — | Erstveröffentlichung: 1958 Format: LP                 |
| 1987 | Music from Siesta Warner Bros./WEA | — | — | — | — | — | Erstveröffentlichung: November 1987 Format: LP, CD    |
| 1991 | Dingo Warner Bros.                 | — | — | — | — | — | Erstveröffentlichung: 5. November 1991 Format: LP, CD |

grau schraffiert: keine Chartdaten aus diesem Jahr verfügbar

## Schellackplatten und Singles
| Jahr | A-Seite                                         | B-Seite                          | Katalognummer | Musiklabel   |
| ---- | ----------------------------------------------- | -------------------------------- | ------------- | ------------ |
| 1946 | Now’s the Time                                  | Bring It On Home                 | MG 12001      | Savoy        |
| 1947 | Milestones                                      | Sippin’ at Bell’s                | 934           | Savoy        |
| 1947 | Goin’ to Mintons                                | Half Nelson                      | 951           | Savoy        |
| 1948 | Little Willie Leaps                             | Half Nelson                      | 4507          | Savoy        |
| 1949 | Jeru                                            | Godchild                         | 57-60005      | Capitol      |
| 1949 | Move                                            | Budo                             | 15404         | Capitol      |
| 1949 | Boplicity                                       | Israel                           | 60011         | Capitol      |
| 1950 | Venus Demilo                                    | Darn That Dream                  | 1221          | Capitol      |
| 1951 | Morpheus                                        | Blue Room                        | 734           | Prestige     |
| 1951 | Down                                            | Whispering                       | 742           | Prestige     |
| 1951 | Dig                                             | It’s Only a Paper Moon           | 45-321        | Prestige     |
| 1951 | Conception                                      | Bluing                           | 868           | Prestige     |
| 1951 | Out of the Blue, Part 1                         | Out of the Blue, Part 2          | 876           | Prestige     |
| 1951 | Bluing, Part 1                                  | Bluing, Part 2                   | 846           | Prestige     |
| 1951 | Dig, Part 1                                     | Dig, Part 2                      | 777           | Prestige     |
| 1951 | My Old Flame, Part 1                            | My Old Flame, Part 2             | 766           | Prestige     |
| 1951 | It’s Only a Paper Moon, Part 1                  | It’s Only a Paper Moon, Part 2   | 817           | Prestige     |
| 1952 | Well, You Needn’t                               | Donna                            | 45-1633       | Blue Note    |
| 1952 | Woody’n You                                     | Dear Old Stockholm               | 1595          | Blue Note    |
| 1952 | Yesterdays                                      | Chance It                        | 1596          | Blue Note    |
| 1952 | The Squirrel                                    | Donna                            | 1597          | Blue Note    |
| 1953 | Tempus Fugit                                    | Lazy Susan                       | 45-1649       | Blue Note    |
| 1953 | Kelo                                            | C.T.A.                           | 1620          | Blue Note    |
| 1953 | Tempus Fugit                                    | Enigma                           | 1618          | Blue Note    |
| 1953 | Ray’s Idea                                      | I Waited for You                 | 1619          | Blue Note    |
| 1953 | Tasty Pudding, Part 1                           | Tasty Pudding, Part 2            | 884           | Blue Note    |
| 1953 | Tempus Fugit                                    | Lazy Susan                       | 45-1649       | Blue Note    |
| 1953 | Kelo                                            | C.T.A.                           | 1620          | Blue Note    |
| 1953 | My Funny Valentine                              | Smooch                           | 45-353        | Prestige     |
| 1953 | When Lights Are Low                             | Miles Ahead                      | 902           | Prestige     |
| 1954 | Tempus Fugit                                    | Lazy Susan                       | 45-1649       | Blue Note    |
| 1954 | The Leap                                        | Weirdo                           | 45-1650       | Blue Note    |
| 1954 | Well, You Needn’t                               | Donna                            | 45-1633       | Blue Note    |
| 1954 | You Don’t Know What Love Is                     | That Old Devil Moon              | 45-376        | Prestige     |
| 1954 | Four                                            | That Old Devil Called Love       | 898           | Prestige     |
| 1954 | Blue Haze, Part 1                               | Blue Haze, Part 2                | 893           | Prestige     |
| 1954 | Walkin’, Part 1                                 | Walkin’, Part 1                  | 45-157        | Prestige     |
| 1954 | But Not for Me, Part 1                          | But Not for Me, Part 2           | 915           | Prestige     |
| 1955 | Green Haze, Part 1                              | Green Haze, Part 2               | 45-103        | Prestige     |
| 1955 | A Night in Tunisia, Part 1                      | A Night in Tunisia, Part 2       | 45-114        | Prestige     |
| 1955 | Blue Moods, Vol. 1                              | —                                | DEP 27        | Debut        |
| 1955 | Blue Moods, Vol. 2                              | —                                | DEP 28        | Debut        |
| 1955 | S’posin’                                        | Just Squeeze Me                  | 45-268        | Prestige     |
| 1956 | If I Were a Bell, Part 1                        | If I Were a Bell, Part 2         | 45-123        | Prestige     |
| 1956 | Airegin                                         | ’Round Midnight                  | 45-413        | Prestige     |
| 1956 | Tune Up                                         | Oleo                             | 45-395        | Prestige     |
| 1956 | Surrey with the Fringe on Top                   | Diane                            | 45-248        | Prestige     |
| 1956 | It Never Entered My Mind, Part 1                | It Never Entered My Mind, Part 2 | 45-165        | Prestige     |
| 1956 | When I Fall in Love, Part 1                     | When I Fall in Love, Part 2      | 45-195        | Prestige     |
| 1961 | Someday My Prince Will Come                     | Old Folks                        | S7 31377      | Columbia     |
| 1961 | All Blues                                       | It Ain’t Necessarily So          | 4-42057       | Columbia     |
| 1961 | When I Fall in Love                             | I Could Write a Book             | 45-195        | Prestige     |
| 1961 | There’s a Boat That’s Leaving Soon for New York | I Loves You, Porgy               | S7 31098      | Columbia     |
| 1961 | It Ain’t Necessarily So                         | I Loves You, Porgy               | 4-42069       | Columbia     |
| 1962 | New Rhumba                                      | Slow Samba (Aos Pez da Cruz)     | 4-42583       | Columbia     |
| 1963 | Seven Steps to Heaven                           | Devil May Care                   | 4-42853       | Columbia     |
| 1963 | ’Round Midnight                                 | Solea                            | 4-33037       | Columbia     |
| 1968 | Girls of Kilimanjaro Part 1                     | Girls of Kilimanjaro Part 2      | 4-44652       | Columbia     |
| 1970 | The Little Blue Frog                            | Great Expectations               | 4-45090       | Columbia     |
| 1970 | Miles Runs the Voodoo Down                      | Spanish Key                      | 4-45171       | Columbia     |
| 1971 | Saturday Miles                                  | Friday Miles                     | 4-45327       | Columbia     |
| 1971 | Right Off (Part I)                              | Right Off (Part II)              | 4-45350       | Columbia     |
| 1972 | Molester (Part I)                               | Molester (Part II)               | 4-45709       | Columbia     |
| 1973 | Vote for Miles (Part I)                         | Vote for Miles (Part II)         | 4-45822       | Columbia     |
| 1973 | Holly-Wuud                                      | Big Fun                          | 4-45946       | Columbia     |
| 1974 | Go Ahead John                                   | Great Expectations               | 4-46074       | Columbia     |
| 1975 | Red China Blues                                 | Maiysha                          | 3-10110       | Columbia     |
| 1976 | On Green Dolphin Street                         | How High the Moon                | 13-33282      | Columbia     |
| 1981 | Shout                                           | Fat Time                         | 18-02467      | Columbia     |
| 1983 | Star on Cicely                                  | It Gets Better                   | 38-03605      | Columbia     |
| 1984 | Code M.D.                                       | Decoy                            | 38-04564      | Columbia     |
| 1985 | Time After Time                                 | Katia                            | 38-04829      | Columbia     |
| 1986 | Tutu                                            | Portia                           | 7-28501       | Warner Bros. |
| 1987 | Full Nelson                                     | Tomaas                           | 7-28406       | Warner Bros. |
| 1987 | Backyard Ritual                                 | Tomaas                           | 7-28309       | Warner Bros. |

## Videoalben
| Jahr | Titel                                                                  | Regie          |
| ---- | ---------------------------------------------------------------------- | -------------- |
| 1986 | Miles Ahead: The Music of Miles Davis                                  |                |
| 1991 | The Miles Davis Story                                                  | Mike Dibb      |
| 1991 | In Paris                                                               | Frank Cassenti |
| 1993 | Live at Montreux                                                       |                |
| 1995 | Miles Ahead: Music of Miles Davis                                      |                |
| 1998 | Miles Davis and John Coltrane                                          |                |
| 2000 | Live in Montreal (1985)                                                | Tom O’Neill    |
| 2001 | Live in Paris                                                          |                |
| 2001 | Miles Davis at La Villette                                             |                |
| 2002 | Live in Munich                                                         |                |
| 2004 | The Cool Jazz Sound                                                    |                |
| 2004 | Miles Electric: A Different Kind of Blue                               | Murray Lerner  |
| 2005 | Live in Vienna 1973                                                    |                |
| 2006 | Live in Germany 1988                                                   |                |
| 2006 | European Tour 1967                                                     |                |
| 2007 | Milan 1964                                                             |                |
| 2008 | Live in Poland 1983                                                    |                |
| 2008 | At Hammersmith Odeon, London                                           |                |
| 2008 | Live in Copenhagen and Rome 1969                                       |                |
| 2009 | That’s What Happened: Live in Germany 1987                             |                |
| 2010 | 1969 Berlin Concert                                                    |                |
| 2011 | Live at Montreux: Highlights 1973–1991                                 |                |
| 2011 | Miles! The Definitive Miles Davis at Montreux DVD Collection 1973–1991 |                |

## Boxsets

### Kompilationen-Boxsets
| Jahr | Titel Musiklabel                                                                       | Höchstplatzierung, Gesamtwochen, AuszeichnungChartplatzierungen (Jahr, Titel, Musiklabel, Platzierungen, Wochen, Auszeichnungen, Anmerkungen) | Höchstplatzierung, Gesamtwochen, AuszeichnungChartplatzierungen (Jahr, Titel, Musiklabel, Platzierungen, Wochen, Auszeichnungen, Anmerkungen) | Höchstplatzierung, Gesamtwochen, AuszeichnungChartplatzierungen (Jahr, Titel, Musiklabel, Platzierungen, Wochen, Auszeichnungen, Anmerkungen) | Höchstplatzierung, Gesamtwochen, AuszeichnungChartplatzierungen (Jahr, Titel, Musiklabel, Platzierungen, Wochen, Auszeichnungen, Anmerkungen) | Höchstplatzierung, Gesamtwochen, AuszeichnungChartplatzierungen (Jahr, Titel, Musiklabel, Platzierungen, Wochen, Auszeichnungen, Anmerkungen) | Anmerkungen                                             |
| Jahr | Titel Musiklabel                                                                       | DE | AT | CH | UK | US | Anmerkungen                                             |
| ---- | -------------------------------------------------------------------------------------- | --- | --- | --- | --- | --- | ------------------------------------------------------- |
| 1988 | The Columbia Years 1955–1985 Columbia                                                  | — | — | — | — | — | Erstveröffentlichung: 1988 Format: LP, CD               |
| 1996 | Miles Davis & Gil Evans: The Complete Columbia Studio Recordings Columbia/Legacy       | — | — | — | — | — | Erstveröffentlichung: 1996 Format: LP, CD               |
| 1998 | The Complete Studio Recordings of The Miles Davis Quintet 1965–1968 Columbia           | — | — | — | — | — | Erstveröffentlichung: 24. März 1998 Format: LP, CD      |
| 1998 | The Complete Bitches Brew Sessions Columbia/Legacy/Sony                                | — | — | — | — | — | Erstveröffentlichung: 24. November 1998 Format: LP, CD  |
| 2000 | The Complete Columbia Recordings of Miles Davis with John Coltrane Columbia            | — | — | — | — | — | Erstveröffentlichung: 2000 Format: LP, CD               |
| 2001 | The Complete In a Silent Way Sessions Columbia                                         | — | — | — | — | — | Erstveröffentlichung: 2001 Format: LP, CD               |
| 2003 | In Person Friday and Saturday Nights at the Blackhawk, Complete Columbia               | — | — | — | — | — | Erstveröffentlichung: 20013br />Format: CD              |
| 2003 | The Complete Jack Johnson Sessions Columbia                                            | — | — | — | — | — | Erstveröffentlichung: 30. September 2003 Format: LP, CD |
| 2004 | Seven Steps: The Complete Columbia Recordings of Miles Davis 1963–1964 Columbia/Legacy | — | — | — | — | — | Erstveröffentlichung: 2004 Format: LP, CD               |
| 2006 | Great Sessions Blue Note                                                               | — | — | — | — | — | Erstveröffentlichung: 4. April 2006 Format: LP, CD      |
| 2006 | The Legendary Prestige Quintet Sessions Prestige                                       | — | — | — | — | — | Erstveröffentlichung: 23. Mai 2006 Format: LP, CD       |
| 2007 | The Complete On the Corner Sessions Columbia                                           | — | — | — | — | — | Erstveröffentlichung: 2. Oktober 2007 Format: LP, CD    |

### Limited-Edition-Boxsets
| Jahr | Titel Musiklabel                                             | Höchstplatzierung, Gesamtwochen, AuszeichnungChartplatzierungen (Jahr, Titel, Musiklabel, Platzierungen, Wochen, Auszeichnungen, Anmerkungen) | Höchstplatzierung, Gesamtwochen, AuszeichnungChartplatzierungen (Jahr, Titel, Musiklabel, Platzierungen, Wochen, Auszeichnungen, Anmerkungen) | Höchstplatzierung, Gesamtwochen, AuszeichnungChartplatzierungen (Jahr, Titel, Musiklabel, Platzierungen, Wochen, Auszeichnungen, Anmerkungen) | Höchstplatzierung, Gesamtwochen, AuszeichnungChartplatzierungen (Jahr, Titel, Musiklabel, Platzierungen, Wochen, Auszeichnungen, Anmerkungen) | Höchstplatzierung, Gesamtwochen, AuszeichnungChartplatzierungen (Jahr, Titel, Musiklabel, Platzierungen, Wochen, Auszeichnungen, Anmerkungen) | Anmerkungen                                            |
| Jahr | Titel Musiklabel                                             | DE | AT | CH | UK | US | Anmerkungen                                            |
| ---- | ------------------------------------------------------------ | --- | --- | --- | --- | --- | ------------------------------------------------------ |
| 2009 | Miles Davis: The Complete Columbia Album Collection Columbia | — | — | — | — | — | Erstveröffentlichung: 24. November 2009 Format: LP, CD |

### Live-Boxsets
| Jahr | Titel Musiklabel                                                      | Höchstplatzierung, Gesamtwochen, AuszeichnungChartplatzierungen (Jahr, Titel, Musiklabel, Platzierungen, Wochen, Auszeichnungen, Anmerkungen) | Höchstplatzierung, Gesamtwochen, AuszeichnungChartplatzierungen (Jahr, Titel, Musiklabel, Platzierungen, Wochen, Auszeichnungen, Anmerkungen) | Höchstplatzierung, Gesamtwochen, AuszeichnungChartplatzierungen (Jahr, Titel, Musiklabel, Platzierungen, Wochen, Auszeichnungen, Anmerkungen) | Höchstplatzierung, Gesamtwochen, AuszeichnungChartplatzierungen (Jahr, Titel, Musiklabel, Platzierungen, Wochen, Auszeichnungen, Anmerkungen) | Höchstplatzierung, Gesamtwochen, AuszeichnungChartplatzierungen (Jahr, Titel, Musiklabel, Platzierungen, Wochen, Auszeichnungen, Anmerkungen) | Anmerkungen                                                     |
| Jahr | Titel Musiklabel                                                      | DE | AT | CH | UK | US | Anmerkungen                                                     |
| ---- | --------------------------------------------------------------------- | --- | --- | --- | --- | --- | --------------------------------------------------------------- |
| 1995 | The Complete Live at the Plugged Nickel 1965 Legacy                   | — | — | — | — | — | Erstveröffentlichung: 8. Juli 1995 Format: LP, CD               |
| 2005 | The Cellar Door Sessions Columbia/Legacy                              | — | — | — | — | — | Erstveröffentlichung: 27. Dezember 2005 Format: LP, CD          |
| 2011 | Live in Europe 1967: The Bootleg Series Vol. 1 Sony                   | — | — | — | — | — | Erstveröffentlichung: 2011 Format: 3CD/1DVD                     |
| 2014 | The Last Tour 1960                                                    | — | — | — | — | — | Erstveröffentlichung: 2014                                      |
| 2014 | Miles at the Fillmore: Miles Davis 1970 – The Bootleg Series Vol. 3 – | DE96 (1 Wo.)DE | — | — | — | US189 (1 Wo.)US | Erstveröffentlichung: 2014                                      |
| 2015 | Miles Davis at Newport 1955–1975: The Bootleg Series Vol.4 –          | DE91 (1 Wo.)DE | — | — | UK73 (1 Wo.)UK | — | Erstveröffentlichung: 2015                                      |
| 2016 | Freedom Jazz Dance: The Bootleg Series, Vol. 5 Sony                   | — | — | — | — | — | Erstveröffentlichung: 2016                                      |
| 2018 | The Final Tour: The Bootleg Series, Vol. 6                            | DE87 (1 Wo.)DE | AT55 (1 Wo.)AT | CH59 (1 Wo.)CH | — | US187 (1 Wo.)US | Erstveröffentlichung: 2018 mit John Coltrane                    |
| 2024 | Miles in France 1963 & 1964: The Bootleg Series, Vol. 8               | DE90 (1 Wo.)DE | — | CH40 (1 Wo.)CH | — | — | Erstveröffentlichung: 2024 mit George Coleman und Wayne Shorter |

## Aktivitäten als Sideman
| Jahr | Titel                                                       | Hauptinterpret                                                | Anmerkungen |
| ---- | ----------------------------------------------------------- | ------------------------------------------------------------- | --- |
| 1945 | Bird’s Eyes, Vol. 13                                        | Charlie Parker                                                | vermutlich Aufnahme- mit Veröffentlichungsdatum verwechselt |
| 1945 | Bird’s Eyes, Vol. 14                                        | Charlie Parker                                                | vermutlich Aufnahme- mit Veröffentlichungsdatum verwechselt |
| 1945 | Bird’s Eyes, Vol. 18                                        | Charlie Parker                                                | vermutlich Aufnahme- mit Veröffentlichungsdatum verwechselt |
| 1945 | The Love Songs of Mr. B                                     | Billy Eckstine                                                | vermutlich Aufnahme- mit Veröffentlichungsdatum verwechselt |
| 1945 | The Charlie Parker Story                                    | Charlie Parker                                                | vermutlich Aufnahme- mit Veröffentlichungsdatum verwechselt |
| 1945 | Yardbird in Lotus Land                                      | Charlie Parker                                                | vermutlich Aufnahme- mit Veröffentlichungsdatum verwechselt |
| 1946 | The Young Rebel                                             | Charles Mingus                                                | rec. 1946; als Ensemblespieler in dem Stück „He’s Gone“ (gemeinsam mit „Story Of Love“ veröffentlicht; weitere Aufnahme „God’s Portrait“ 1946 vermutlich nicht veröffentlicht)             |
| 1946 | Charlie Parker on Dial, Vol. 1                              | Charlie Parker                                                | |
| 1947 | Encores                                                     | Charlie Parker                                                | |
| 1948 | The Band That Never Was                                     | Charlie Parker                                                | Liveaufnahme unter Spotlite (E) SPJ 141 Gene Roland Band Featuring Charlie Parker |
| 1950 | Sarah Vaughan in Hi-Fi                                      | Sarah Vaughan                                                 | |
| 1951 | The Genius of Charlie Parker #8: Swedish Schnapps           | Charlie Parker                                                | |
| 1951 | Early Spring / Local 802 Blues                              | The Metronome All Stars                                       | |
| 1953 | Sonny Rollins with the Modern Jazz Quartet                  | Sonny Rollins                                                 | nur auf dem Titel Almost Like Being in Love; als Pianist |
| 1955 | Charlie Parker Memorial, Vol. 1                             | Charlie Parker                                                | |
| 1955 | Charlie Parker Memorial, Vol. 2                             | Charlie Parker                                                | |
| 1955 | I Surrender, Dear                                           | Billie Eckstine                                               | |
| 1955 | The Genius of Charlie Parker                                | Charlie Parker                                                | |
| 1956 | What Is Jazz                                                | Leonard Bernstein                                             | |
| 1957 | En concerts                                                 | René Urtreger                                                 | |
| 1957 | Music for Brass                                             | Gunther Schuller / John Lewis / Jimmy Giuffre / J. J. Johnson | Hauptsolist auf John Lewis’ „Three Little Feelings“ und J.J. Johnsons „Poem for Brass“ |
| 1958 | Bird on 52nd Street                                         | Charlie Parker                                                | |
| 1958 | Somethin’ Else                                              | Cannonball Adderley                                           | |
| 1958 | Legrand Jazz                                                | Michel Legrand                                                | Davis ist nur an vier Titeln beteiligt |
| 1960 | En concert avec Europe 1                                    | John Coltrane                                                 | ?? |
| 1962 | The Bird Returns                                            | Charlie Parker                                                | |
| 1962 | A Date with Greatness                                       | Coleman Hawkins, Howard McGhee und Lester Young               | |
| 1971 | Bird in Paris                                               | Charlie Parker                                                | |
| 1975 | Nasty Gal                                                   | Betty Davis                                                   | |
| 1986 | Fahrenheit                                                  | Toto                                                          | nur auf „Don’t Stop Me Now“ (Trompete) |
| 1987 | Oh, Patti                                                   | Scritti Politti                                               | Singleauskopplung aus dem unter 1988 aufgeführten Album Provision |
| 1988 | Bopping the Blues                                           | Earl Coleman, Ann Baker                                       | |
| 1988 | Machismo                                                    | Cameo                                                         | |
| 1988 | Provision                                                   | Scritti Politti                                               | nur auf „Oh Patti (Don’t Feel Sorry for Loverboy)“ |
| 1988 | C.K.                                                        | Chaka Khan                                                    | nur auf zwei Titeln (Trompete bzw. Hintergrundgesang) |
| 1988 | Scrooged – Original Soundtrack                              | Various Artists                                               | |
| 1989 | Back on the Block                                           | Quincy Jones                                                  | nur auf „Jazz Corner Of The World“ bzw. „Birdland“ (Trompete) |
| 1989 | Rara Avis                                                   | Charlie Parker                                                | |
| 1989 | Crucial                                                     | Prince                                                        | Davis spielt angeblich nur auf „Red Riding Hood“ und „Fantastic“ (in zahlreichen Editionen dieses Bootlegs zusammengefasst) sowie „The H-Man“ (der „Amandla“ vom Album Amandla entspricht) |
| 1989 | Stars of Modern Jazz at Carnegie Hall, Christmas 1949       | Various Artists                                               | |
| 1989 | Hollywood Stampede                                          | Coleman Hawkins                                               | |
| 1989 | Prisoner of Love                                            | Kenny Garrett                                                 | nur auf „Free Mandela“ und auf „Big Ol’ Head“ (Trompete) |
| 1990 | The Hot Spot – Spiel mit dem Feuer                          | Jack Nitzsche                                                 | Soundtrack, mit Bradford Ellis, John Lee Hooker, Taj Mahal, Roy Rogers, Tim Drummond, Earl Palmer                                                                                          |
| 1990 | Benny Carter and His Orchestra                              | Benny Carter                                                  | |
| 1990 | Bird: The Complete Charlie Parker on Verve                  | Charlie Parker                                                | |
| 1991 | You Won’t Forget Me                                         | Shirley Horn                                                  | |
| 1991 | Bird’s Eyes, Vol. 7                                         | Charlie Parker                                                | |
| 1992 | Flying Home                                                 | Illinois Jacquet                                              | |
| 1992 | We the People Bop                                           | Serge Chaloff                                                 | |
| 1992 | Capri                                                       | Paolo Rustichelli                                             | nur auf „Capri“ bzw. „Capri (Reprise)“ im Duo mit Paolo Rustichelli |
| 1993 | The Sun Don’t Lie                                           | Marcus Miller                                                 | nur auf „Rampage“ (Trompete) |
| 1994 | Mister B. and the Band                                      | Billy Eckstine                                                | |
| 1994 | Bird’s Eyes, Vol. 12                                        | Charlie Parker                                                | |
| 1995 | Bird’s Eyes, Vol. 19                                        | Charlie Parker                                                | |
| 1995 | Bird’s Eyes, Vol. 20                                        | Charlie Parker                                                | |
| 1995 | Blue Bird                                                   | Charlie Parker                                                | |
| 1995 | The Complete RCA Victor Recordings                          | Dizzy Gillespie                                               | |
| 1995 | The Complete Blue Note and Capitol Recordings of …          | Fats Navarro und Tadd Dameron                                 | |
| 1995 | Complete Bird at Birdland, Vol. 1                           | Charlie Parker                                                | |
| 1996 | In a Soulful Mood                                           | Charlie Parker                                                | |
| 1996 | Music Forever and Beyond: The Selected Works of Chick Corea | Chick Corea                                                   | ?? |
| 1996 | Mystic Man                                                  | Paolo Rustichelli                                             | auf sechs Titeln u. a. mit Carlos Santana, Brenda Lee Egar, Paolo Rustichelli (rec. 1990)                                                                                                  |
| 1998 | Meets Miles Davis                                           | Cannonball Adderley                                           | |
| 1999 | Birth of Bop                                                | Charlie Parker                                                | |
| 2000 | Cool Bird                                                   | Charlie Parker                                                | |
| 2001 | Complete 1945 – 1949 West Coast Recordings                  | Charles Mingus                                                | als Ensemblespieler in den 1946 aufgenommenen Stücken „He’s Gone“ und „God’s Portrait“ |
| 2002 | Boss Bird                                                   | Charlie Parker                                                | |
| 2002 | Louis Armstrong and His Friends                             | Louis Armstrong                                               | |
| 2003 | The Complete Verve Master Takes                             | Charlie Parker                                                | |
| 2003 | Complete Onyx Recordings                                    | Charlie Parker                                                | |
| 2003 | The Immortal Charlie Parker                                 | Charlie Parker                                                | |
| 2004 | The Complete Savoy and Dial Sessions                        | Charlie Parker                                                | |
| 2004 | Complete Dial Sessions                                      | Charlie Parker                                                | |
| 2010 | Cinematik                                                   | Paolo Rustichelli                                             | |

## Statistik

### Chartauswertung
|                     | DE     | AT    | CH     | UK    | US     |
| ------------------- | ------ | ----- | ------ | ----- | ------ |
| Nummer-eins-Alben   | DE—DE  | AT—AT | CH—CH  | UK—UK | US—US  |
| Top-10-Alben        | DE—DE  | AT—AT | CH1CH  | UK—UK | US—US  |
| Alben in den Charts | DE10DE | AT5AT | CH12CH | UK9UK | US33US |

### Auszeichnungen für Musikverkäufe
| Silberne Schallplatte - Niederlande - 1996: für das Album Kind of Blue Goldene Schallplatte - Australien - 2003: für das Album Mellow Miles - Belgien - 2003: für das Album Kind of Blue - Dänemark - 2020: für das Album Kind of Blue - Frankreich - 1988: für das Album Tutu - 1991: für das Album The Miles Davis Story - Polen - 2006: für das Album Cool & Collected - 2019: für das Album Empik Jazz Club: Miles Davis – The Very Best Of | Platin-Schallplatte - Frankreich - 2000: für das Album Kind of Blue 2× Platin-Schallplatte - Australien - 2006: für das Album Kind of Blue - Italien - 2022: für das Album Kind of Blue - Polen - 2023: für das Album Kind of Blue |

Anmerkung: Auszeichnungen in Ländern aus den Charttabellen bzw. Chartboxen sind in ebendiesen zu finden.
| Land/RegionAuszeichnungen für Musikverkäufe (Land/Region, Auszeichnungen, Verkäufe, Quellen) | Silber     | Gold       | Platin       | Verkäufe  | Quellen           |
| -------------------------------------------------------------------------------------------- | ---------- | ---------- | ------------ | --------- | ----------------- |
| Australien (ARIA)                                                                            | —          | Gold1      | 2× Platin2   | 175.000   | aria.com.au       |
| Belgien (BRMA)                                                                               | —          | Gold1      | —            | 25.000    | ultratop.be       |
| Dänemark (IFPI)                                                                              | —          | Gold1      | —            | 10.000    | ifpi.dk           |
| Deutschland (BVMI)                                                                           | —          | 4× Gold4   | —            | 1.000.000 | musikindustrie.de |
| Frankreich (SNEP)                                                                            | —          | 2× Gold2   | Platin1      | 500.000   | infodisc.fr       |
| Italien (FIMI)                                                                               | —          | —          | 2× Platin2   | 100.000   | fimi.it           |
| Niederlande (NVPI)                                                                           | Silber1    | —          | —            | 7.500     | nvpi.nl           |
| Polen (ZPAV)                                                                                 | —          | 2× Gold2   | 2× Platin2   | 60.000    | olis.pl           |
| Vereinigte Staaten (RIAA)                                                                    | —          | —          | 7× Platin7   | 7.000.000 | riaa.com          |
| Vereinigtes Königreich (BPI)                                                                 | 3× Silber3 | 2× Gold2   | 2× Platin2   | 980.000   | bpi.co.uk         |
| Insgesamt                                                                                    | 4× Silber4 | 13× Gold13 | 16× Platin16 |           |                   |